# Kasteel Ertbuer

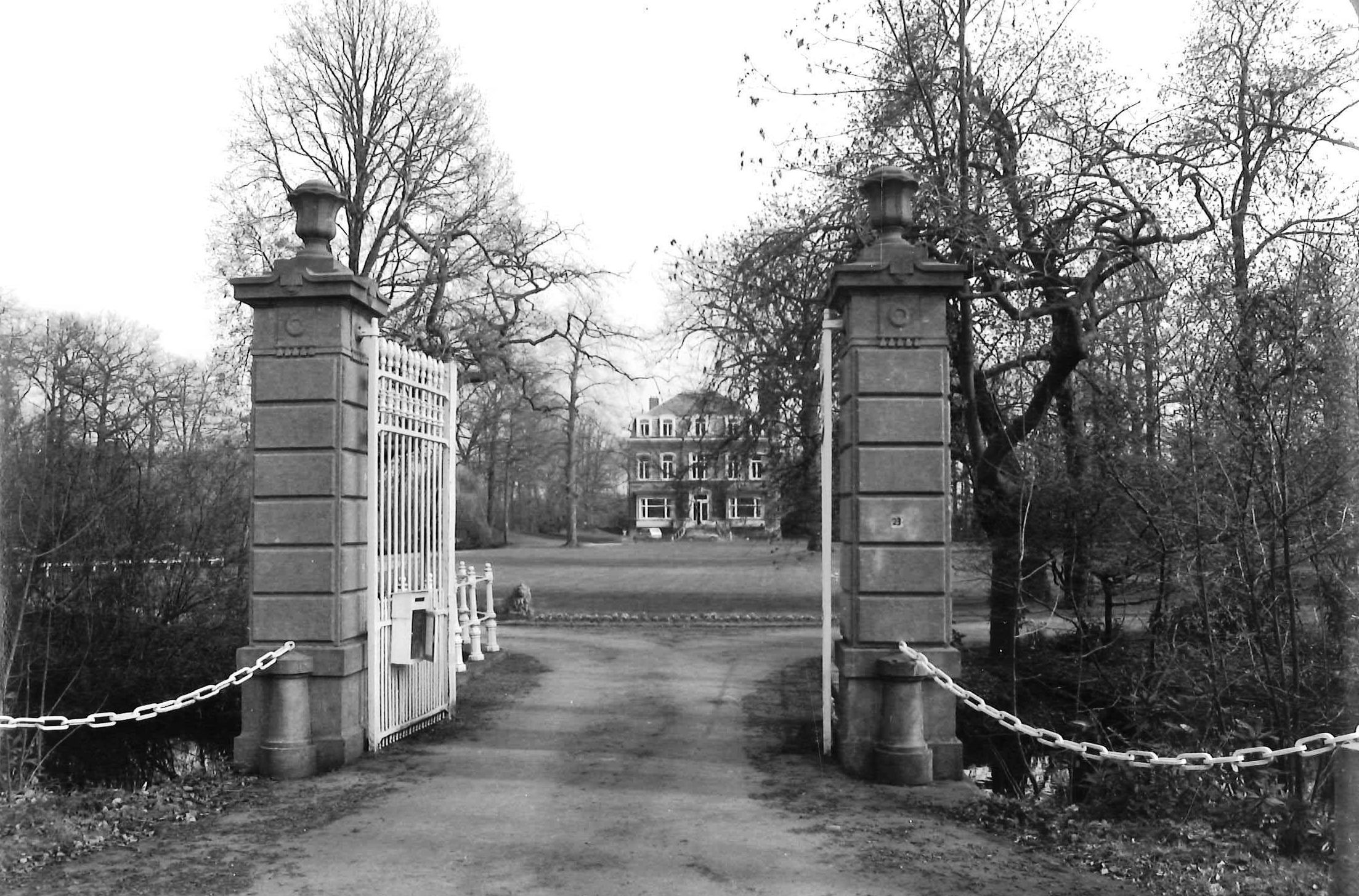
Ingang tot het domein

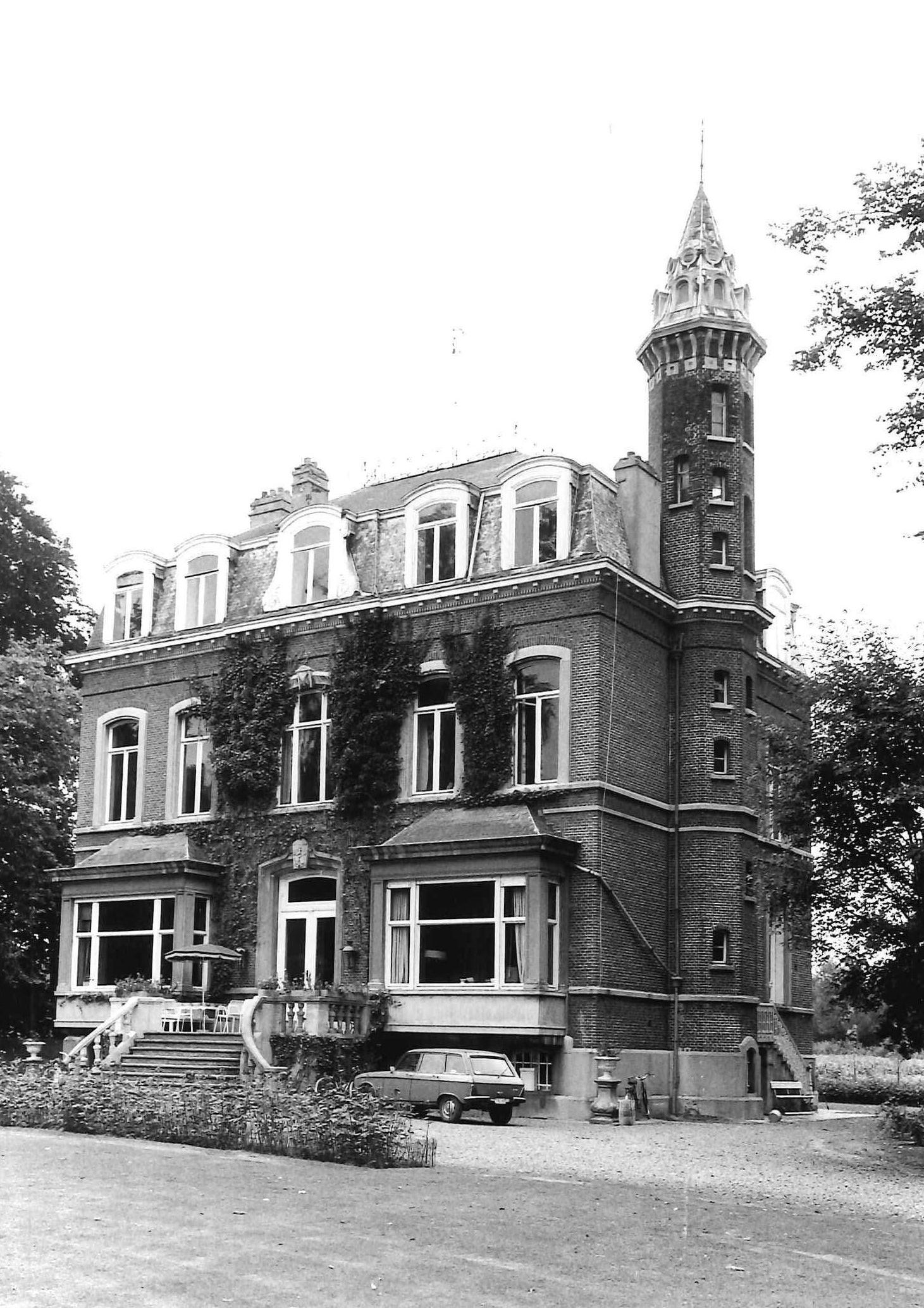
Het kasteel

Het Kasteel Ertbuer is een kasteel met domein in de tot de Oost-Vlaamse gemeente Lochristi behorende plaats Beervelde, gelegen aan de Vossenstraat 21-23.

## Geschiedenis
Al drie eeuwen lang woonde hier de familie Rooman d'Ertbuer. Een 18e-eeuws kasteel in Lodewijk XVI-stijl werd 1876 afgebroken en een nieuw kasteel werd gebouwd.

## Gebouw
Het huidige kasteel is een groot dubbelhuis onder mansardedak. Dit kasteel is gelegen in een domein van 18 ha waarin de buitenste omgrachting van het voormalige kasteel bewaard is gebleven. Bij de toegangsdeur vindt men het wapenschild van de familie en het bijbehorend motto: Viriliter et Mensuete (manhaftigheid door zachtmoedigheid).